# Oryzopsis asperifolia
Oryzopsis asperifolia är en gräsart som beskrevs av André Michaux. Oryzopsis asperifolia ingår i släktet Oryzopsis och familjen gräs. Inga underarter finns listade i Catalogue of Life.

## Bildgalleri

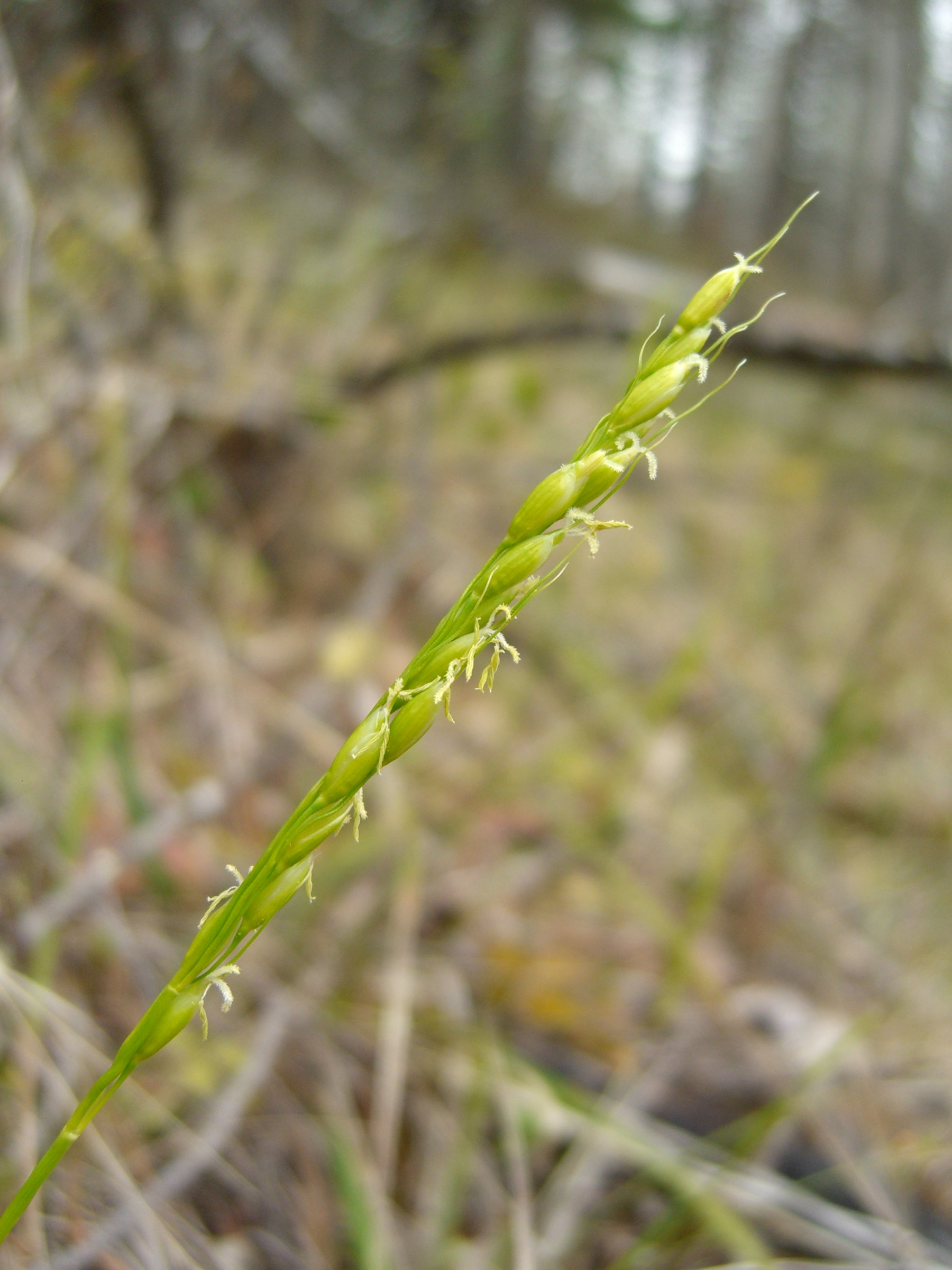